# Santa Cruz (ferry)
Pour les articles homonymes, voir Santa Cruz.
Le Santa Cruz est un ferry de la compagnie algérienne l'Aurès, construit au Danemark de 1976 à 1978 par les chantiers Aalborg Værft. Mis en service en mai 1978 pour le compte de la compagnie danoise DFDS, il effectuait à l'origine la liaison entre le Danemark et le Royaume-Uni sous le nom de Dana Anglia. Renommé Duke of Scandinavia en 2002, il est ensuite exploité sur différentes lignes de l'armateur jusqu'en 2006 avant d'être affrété par la compagnie bretonne Brittany Ferries. Affecté au trafic transmanche entre la France et le Royaume-Uni sous le nom de Pont-l'Abbé, il est racheté par Brittany Ferries en 2007. Cédé en 2009 à la compagnie italienne Moby Lines, il est rebaptisé Moby Corse et navigue à partir de mai 2010 entre Toulon et la Corse avant que la ligne ne soit fermée l'année suivante. Redéployé dans un premier temps entre l'Italie continentale et la Sardaigne, il est ensuite affecté aux lignes saisonnières vers la Corse depuis Gênes à partir de l'été 2013. En 2020 cependant, les difficultés rencontrées par Moby depuis la fin des années 2010 ajoutées aux conséquences de pandémie de Covid-19 entraîneront le retrait partiel puis total du navire de ces liaisons. Employé durant les étés 2021 et 2022 sur les lignes entre l'Italie et la Croatie sous affrètement par la compagnie italienne SNAV, il dessert de nouveau les liaisons de Moby vers la Corse de mai 2023 à septembre 2024. Cédé à l'armateur italien Ferry Med Srl, le navire a été renommé Santa Cruz en novembre 2024. Censé naviguer sur les liaisons reliant l'Algérie et l'Europe en 2025 pour le compte de la compagnie l'Aurès, il demeure cependant immobilisé à Gênes,.

## Historique

### Origines et construction
À la fin des années 1960, la compagnie danoise DFDS décide de renouveler sa flotte en service entre le Danemark et le Royaume-Uni. Bien que relativement récents, les car-ferries England et Winston Churchill, mis en service respectivement en 1964 et 1967, sont rapidement dépassés par l'augmentation du trafic, aussi bien passager que véhicule et fret. Dès 1969 DFDS passe commande d'un premier navire destiné à remplacer l‘England. Celui-ci, baptisé Dana Regina, entre en service en 1974. Rapidement, la compagnie danoise fait le constat que l'apport d'un second navire aux caractéristiques similaire est nécessaire.
Tout comme son prédécesseur, le futur navire mesurera environ 150 mètres de longueur. La capacité d'emport est arrêtée à 1370 passagers et 470 véhicules. À l'instar du Dana Regina, la nouvelle unité se caractérise par la conception de son garage dont les deux niveaux occupent la totalité des ponts 3 et 4, ce qui permet d'équilibrer le ratio entre les passagers et les véhicules dans un contexte où la demande augmente d'année en année. Les aménagements intérieurs sont de conception classique avec deux bars-salons, un restaurant divisé en plusieurs salles ainsi qu'une boutique hors taxe. Les passagers seront logés dans plus de 300 cabines dont la majorité disposera de sanitaires. La commande du navire, baptisé Dana Anglia est passée le 25 mai 1975 aux chantiers Aalborg Værft, également constructeur du Dana Regina.
Le Dana Anglia est mis sur cale à Aalborg le 21 mai 1976 et lancé le 21 juin 1977. Après finitions, il est livré à DFDS le 28 avril 1978.

### Service

#### DFDS (1978-2006)
Le Dana Anglia quitte Aalborg le 1er mai 1978 pour rejoindre Londres où son baptême est célébré le 4 mai. Le navire entame par la suite son service commercial le 13 mai entre Esbjerg et Harwich. Il remplace le Winston Churchill qui est déplacé sur la ligne de Newcastle.
En janvier 1987, il est affrété quelques semaines par le groupe Sealink qui le fait naviguer sur ses lignes habituelles.
Entre novembre 1988 et février 1989, il navigue exceptionnellement sur les lignes de DFDS entre le Danemark et la Norvège.
En janvier 1993, des travaux de modernisation sont réalisés à bord par les chantiers Nobiskrug de Rendsburg.
À partir de 1999, la ligne habituelle du Dana Anglia est étendue jusqu'aux Pays-Bas.

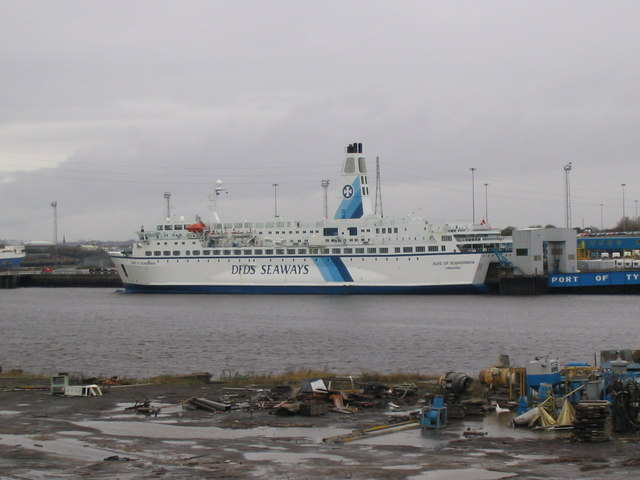
Le Duke of Scandinavia à Newcastle en 2005.

En 2000, le car-ferry se voit ajouter deux caissons de stabilité sur ses flancs aux chantiers polonais Remontowa Varvet.
Le 27 septembre 2002, le Dana Anglia achève sa dernière traversée entre Esbjerg et Harwich. À partir du 2 octobre, il est affecté sur les lignes de DFDS entre le Danemark, la Suède et la Pologne. À cette occasion, le navire est rebaptisé Duke of Scandinavia.
À partir du 28 novembre 2003, le car-ferry retourne dans la Manche et dessert Newcastle depuis les Pays-Bas.
À la fin de l'année 2005, DFDS décide de remplacer le navire par une unité plus imposante afin d'accroître la capacité d'emport entre les Pays-Bas et le Royaume-Uni. Acheté fin novembre à la compagnie bretonne Brittany Ferries, le Val de Loire, remplaçant du Duke of Scandinavia, est alors prévu pour entrer en service au mois de février 2006. Afin de pallier son absence en attendant la livraison d'une unité neuve, Brittany Ferries affrète le Duke of Scandinavia.

#### Brittany Ferries (2006-2009)

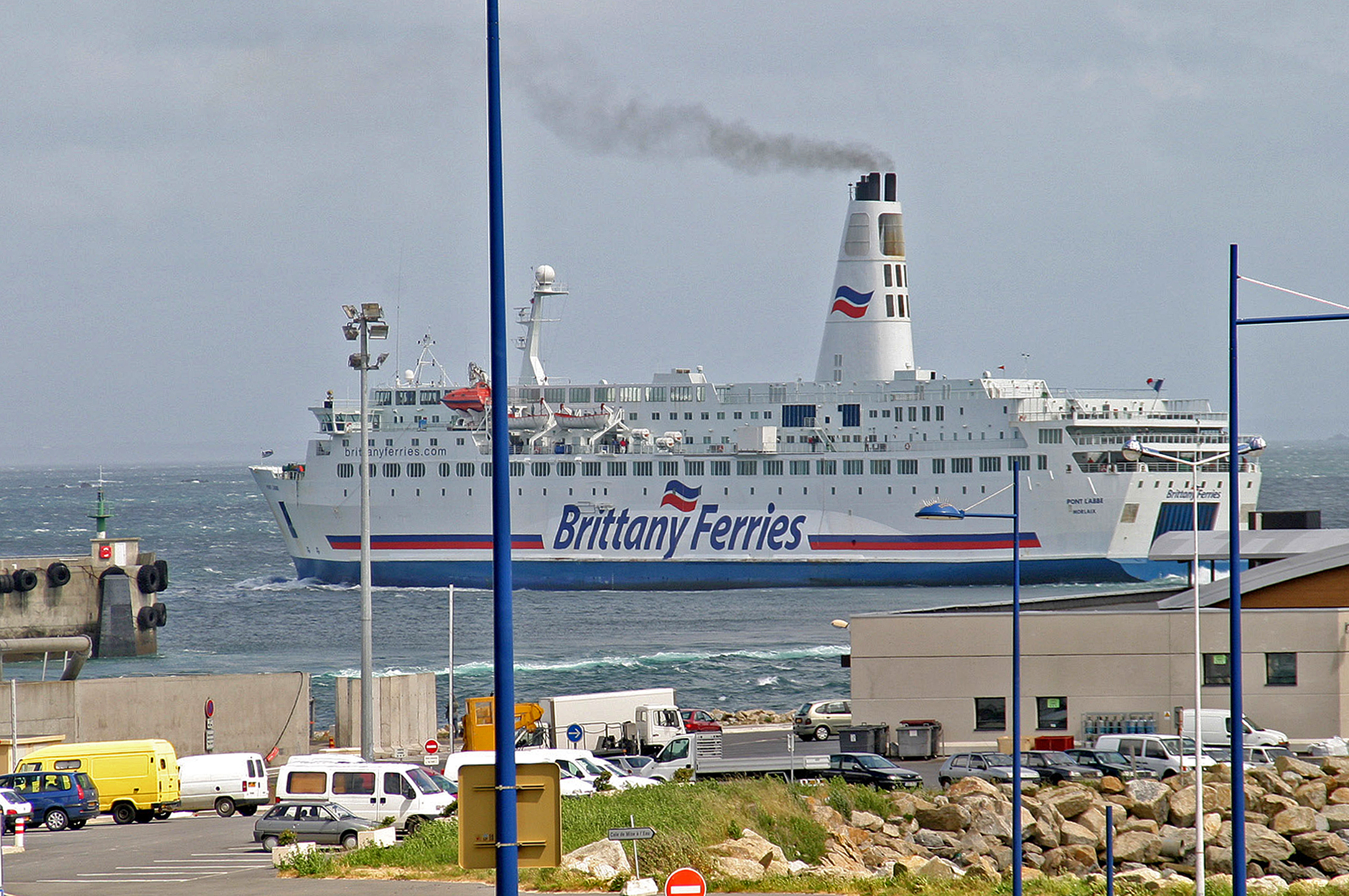
Le Pont-l'Abbé quittant Roscoff.

En janvier 2006, le Duke of Scandinavia est pris en charge par Brittany Ferries. Après un bref arrêt technique à Frederikshavn, il rejoint Cherbourg le 23 février. Renommé Pont-l'Abbé le 28 février, il est affecté entre la France et le Royaume-Uni à partir du 6 mars.
En raison d'un important retard pris dans la construction du futur Armorique, Brittany Ferries décide d'acquérir le navire. Le Pont-l'Abbé devient pleinement la propriété de la compagnie bretonne le 19 décembre 2007.
Le 9 novembre 2008, le navire réalise sa dernière traversée pour le compte de Brittany Ferries. À compter du 12 novembre, il est désarmé dans le bassin de Penhoët à Saint-Nazaire. Il y demeurera pendant un an avant d'être finalement acquis en novembre 2009 par la compagnie italienne Moby Lines.

#### Moby Lines (2009-2024)
Réceptionné par son nouveau propriétaire, le navire est renommé Moby Corse en décembre 2009. À la suite d'un important carénage effectué à Brest, le car-ferry prend la direction de l'Italie afin d'être adapté aux standards de Moby Lines. Transformé à Naples, les travaux, assez importants, portent sur une modification des aménagements intérieurs mais également de l'ajout de la livrée caractéristique de Moby avec la représentation, sur la coque du navire, de divers personnages des Looney Tunes.
Une fois les transformations terminées, le Moby Corse est mis en service le 20 mai 2010 sur la toute nouvelle ligne de Moby entre le continent français et la Corse. Malgré des résultats corrects, cette desserte entre Toulon et Bastia sera cependant clôturée en février 2011 en raison du refus de la collectivité territoriale de Corse d'accorder à Moby les subventions nécessaires pour assurer le trafic à l'année. Ainsi, le Moby Corse est redéployé entre l'Italie continentale et la Sardaigne, tout d'abord entre Civitavecchia et Olbia durant l'été 2011 puis entre Gênes et Porto Torres l'année suivante.

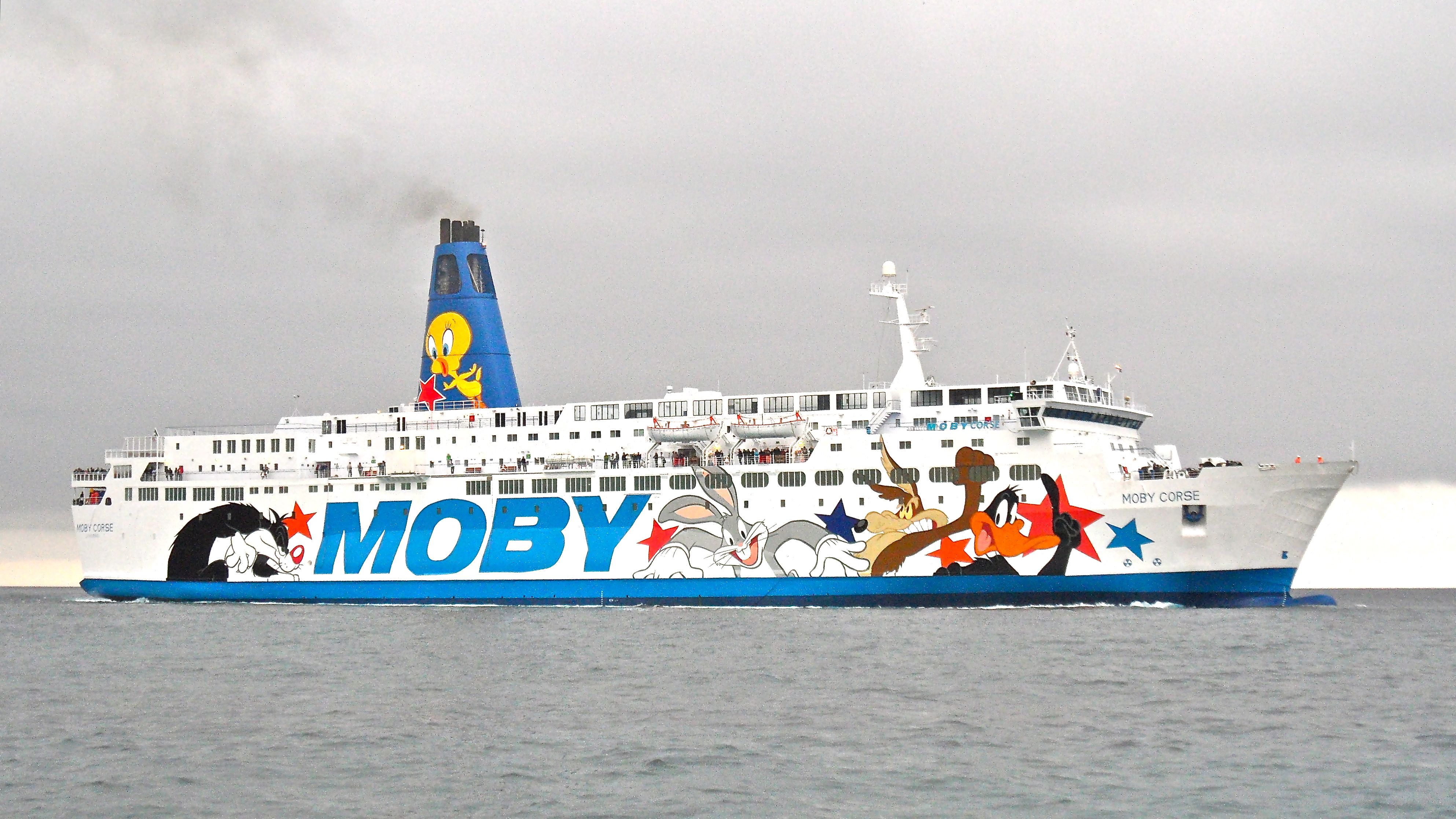
Le Moby Corse à Bastia.

À partir de l'été 2013, la ligne Gênes - Porto Torres est fermée par Moby, entraînant le retour du navire sur lignes de la Corse, cette fois-ci au départ de Gênes, en remplacement du Moby Fantasy.
En septembre 2014, à l'issue de la saison estivale, le Moby Corse est affrété par la société SweOffshore pour servir d'hôtel flottant afin de loger les ouvriers travaillant sur la construction d'un champ d'éoliennes de la société Siemens Wind Power au Danemark. C'est dans ce cadre que le navire escale à Esbjerg, son premier port d'attache qu'il avait quitté pour la dernière fois une dizaine d'années auparavant. Une fois l'affrètement achevé au printemps 2015, le navire regagne l'Italie.
Le 4 juin 2016, alors que le navire effectue sa manœuvre d'accostage à Bastia, une avarie au niveau de la barre fait momentanément perdre le contrôle du bâtiment à l'équipage et provoque une légère collision avec le Mega Smeralda de Corsica Ferries, stationné à proximité. Les dégâts sont cependant limités et le Moby Corse ne s'en tire qu'avec un léger enfoncement sur son flanc bâbord arrière.
Durant la basse saison 2016-2017, le car-ferry effectue les traversées hivernales entre Nice et Bastia en remplacement du Moby Zazà, immobilisé en raison d'un incendie.
À partir de l'année 2020, l'exploitation habituelle du Moby Corse est perturbée par la crise sanitaire provoquée par la pandémie de Covid-19. Durant la saison estivale, les rotations entre Gênes et Bastia assurées par le navire sont drastiquement réduites par rapport aux années précédentes. Désarmé dans un premier temps à Livourne à l'issue de la saison d'été, il reprend par la suite du service le 20 décembre vers la Sardaigne pour le compte de Tirrenia, tout d'abord sur la ligne Civitavecchia - Arbatax - Cagliari puis à partir du 29 décembre entre Naples, Cagliari et Palerme en Sicile à la suite du retrait du ferry Ariadne dont l'affrètement est arrivé à son terme. Le Moby Corse reste exploité sur cet axe jusqu'au 31 mai 2021 avant d'être affrété par la compagnie SNAV à compter du 15 juin. Après un bref passage aux chantiers Palumbo de La Valette durant lequel les logos de Moby sont retirés de ses flancs, le navire entame son exploitation estivale pour le compte de SNAV en mer Adriatique entre l'Italie et la Croatie en remplacement du ferry Aurelia, utilisé par les autorités italiennes comme centre de quarantaine flottant pour isoler les clandestins africains débarquant en Italie. Au cours de l'été 2022, le navire sera une nouvelle fois affrété en mer Adriatique par SNAV pour la même utilisation que l'été précédent.
À l'issue de la saison 2022, le navire est restitué à Moby Lines et désarmé à Livourne. Cette même année, la compagnie, en proie depuis plusieurs années à des difficultés financières, est redressée grâce à l'entrée du groupe MSC dans son capital. L'arrivée de ce nouvel actionnaire se caractérise cependant par l'adoption d'un plan de restructuration prévoyant la vente à court terme de plusieurs navires de la flotte, dont le Moby Corse. Mais contre toute attente, ce dernier, initialement sans affectation pour l'année 2023, se verra accorder un sursis au sein de la compagnie en étant de nouveau positionné à partir du mois de mai sur la liaison saisonnière Gênes - Bastia, qu'il n'avait pas desservi depuis 2020, afin de pallier l'indisponibilité du Moby Orli qui était censé être employé sur cet axe pour la saison estivale mais dont la mise en service a été compromise en raison de problèmes administratifs et diplomatiques liés à son exploitation passée en Russie. 
Reconduit dans un premier temps sur la Corse en 2024, il dessert d'abord la ligne Livourne - Bastia entre le 14 et le 29 mai puis Gênes - Bastia jusqu'au 27 juillet avant de basculer sur les lignes de la Sardaigne entre Civitavecchia et Olbia à partir du 29 juillet. À la fin du mois d'août, il est cependant transféré de nouveau sur la Corse entre Gênes et Bastia en raison de l'indisponibilité du Moby Orli. Cette saison estivale 2024 est sa dernière pour le compte de Moby Lines. Le 15 septembre dans la soirée, il quitte pour la dernière fois la Corse pour rejoindre l'Italie. Arrivé à Gênes le lendemain matin, il est retiré du service et conduit aux chantiers de la capitale ligure où les logos et la livrée de Moby sont effacés de ses flancs et de sa cheminée. Bien qu'il ait été déclaré vendu pour démolition, le navire est finalement acquis par la société italienne Ferry Med Srl basée à Vado Ligure. 

## Aménagements
Le Santa Cruz possède 10 ponts. Bien que la numérotation commerciale ait un temps concordé avec le nombre total d'étages, celle-ci est à présent erronée, le pont 1 ayant été attribué au fond de cale (qui correspond habituellement au pont 0) à une période indéterminée, la numérotation est de ce fait décalée. Les locaux des passagers occupent la totalité des ponts 6 et 7 ainsi que la partie avant des ponts 8, 3 et 2. Ceux de l'équipage se situent sur les ponts 8 et 9 et les ponts 4 et 5 sont consacrés au garage.

### Locaux communs
À l'époque de sa mise en service, le Dana Anglia était équipé de deux bars-salons, le Bellevue Lounge à l'avant et le Compass Club à l'arrière à tribord, de deux restaurants, le Tivoli et le Codan au milieu à bâbord, d'une cafétéria-coffee shop, la Scandia, à l'arrière du côté bâbord, un pub, l‘Admiral Pub, à tribord au centre ainsi que d'une boutique hors taxe située à proximité. Situées sur le pont 6 (actuellement compté comme le pont 7), la disposition de ces installations ne connaîtra que peu de changements à l'exception de l'ajout de deux salles de cinéma en lieu et place de l'espace destiné aux enfants qui sera réaménagé à l'arrière du navire. La décoration sera, quant à elle, modifiée à plusieurs reprises.
Lorsque le navire intègre la flotte de Brittany Ferries, le bar-salon avant devient le Colombus Bar, le restaurant La Brasserie, la cafétéria Le Café, et l‘Admiral Pub l‘Admiral Bar.
Depuis 2010, les installations du navire portent désormais un nom commun à tous les navires de la flotte de Moby Lines.
Les installations du car-ferry sont organisées de la manière suivantes :
- Show Lounge, le bar-salon avant avec une piste de danse ;
- Sport Bar, bar situé à la poupe ;
- Achille Onorato, restaurant à la carte à l'arrière ;
- Mascalzone Latino, libre-service situé au milieu du côté bâbord ;
- ACME Pizzeria, pizzeria décorée dans le thème de l'entreprise fictive ACME apparaissant de manière récurrente dans les dessins animés Looney Tunes ;
- Admiral Pub, bar à l'anglaise caractérisé par sa décoration boisée très traditionnelle ;

En plus de ces installations, le navire dispose d'une boutique ainsi que d'une salle de jeux pour enfants.

### Cabines
Le navire possède environ 300 cabines situées sur les ponts 8, 6, 3 et 2. D'une capacité de deux à quatre couchages, la majorité d'entre elles sont internes et peu possèdent un hublot. À l'exception de celles présentes sur le pont 3, toutes disposent de sanitaires comprenant douche, WC et lavabo. Les cabines du pont 8 sont pour la plupart des suites.
Depuis le rachat du navire par Moby Lines, les cabines situées sous les garages ne sont plus proposées à la vente.

## Caractéristiques
Le Santa Cruz mesure 152,91 m de long pour 26,26 m de large. Son tonnage était initialement de 14 399 UMS mais sera porté à 19 321 UMS à la suite d'une refonte en 2000. Le navire a une capacité 1 370 passagers et est pourvu d'un garage pouvant accueillir 470 véhicules répartis sur deux niveaux. Le garage était à l'origine accessible par deux portes rampes, une située à l'arrière et une à l'avant. La porte avant sera cependant condamnée en 2014. La propulsion est assurée par deux moteurs diesels  Lindholmen-Pielstick 18PC2-5 développant une puissance de 15 445 kW entraînant deux hélices à pas variable faisant filer le bâtiment à une vitesse de 21 nœuds. Le Santa Cruz possède quatre embarcations de sauvetage ouvertes de taille moyenne, deux sont situées de chaque côté vers l'avant du navire. Elles sont complétées par une embarcation de secours à tribord. En plus de ces principaux dispositifs, le navire dispose de plusieurs radeaux de sauvetage à coffre s'ouvrant automatiquement au contact de l'eau. Le navire est doté de deux propulseurs d'étrave facilitant les manœuvres d'accostage et d'appareillage.

## Lignes desservies
Pour le compte de DFDS, le navire a tout d'abord navigué entre le Danemark et le Royaume-Uni sur la ligne Esbjerg - Harwich. À partir de 1999, la ligne est prolongée vers les Pays-Bas avec une escale à IJmuiden. Durant l'hiver 1988-1989, le navire aura servi brièvement entre les capitales danoise et norvégienne.
En 2002, le navire navigue un temps entre le Danemark, la Suède et la Pologne sur la ligne Copenhague - Trelleborg - Gdynia avant de retourner dans la Manche l'année suivante entre IJmuiden et Newcastle.
À partir de 2006 pour Brittany Ferries, le car-ferry est principalement employé entre la France et le Royaume-Uni sur la ligne Roscoff - Plymouth.
Pour le compte de Moby Lines, le Moby Corse est tout d'abord employé sur la Corse depuis le continent français sur la ligne Toulon - Bastia entre mai 2010 et février 2011. À la suite de la fermeture de la ligne, il est redéployé entre le continent italien et la Sardaigne, d'abord entre Civitavecchia et Olbia puis en 2012 entre Gênes et Porto Torres. À partir de l'été 2013, le navire est principalement affecté aux lignes saisonnières entre Gênes, Livourne et Bastia et navigue parfois sur d'autres axes de la compagnie en avant et après saison comme la Sardaigne ou encore la ligne Nice - Bastia avant sa fermeture en janvier 2019. Au cours des étés 2021 et 2022, le Moby Corse est employé par la compagnie SNAV en mer Adriatique sur les liaisons estivales reliant l'Italie à la Croatie et effectue des rotations entre Ancône et Split. Enfin, en 2023 et en 2024, le navire dessert de nouveau la Corse au printemps et en été sous les couleurs de Moby Lines entre Gênes et Bastia mais également depuis Livourne en avant saison.